# Elettariopsis latiflora
Elettariopsis latiflora är en enhjärtbladig växtart som beskrevs av Henry Nicholas Ridley. Elettariopsis latiflora ingår i släktet Elettariopsis och familjen Zingiberaceae. Inga underarter finns listade i Catalogue of Life.